# Alexander Gottfried
Alexander Gottfried (5 juli 1985, Nettetal) is een Duitse wielrenner.

## Belangrijkste overwinningen
2005
- 7e etappe Ronde van de Toekomst

2007
- 1e etappe Giro delle Regione

Aggiano · 
Broett · 
Commesso ·
Contrini ·
Hamilton · 
Hondo (tot 30/04) · 
Ignatjev ·
Jaksche (tot 30/06) ·
Kiryjenka · 
Klimov · 
Marzoli · 
Mindlin · 
Petrov ·    
Rovny · 
Serov · 
Serrano ·  
Troesov · 
Tsjernetski ·
Weigold ·
Bisolti (stagiair) ·
Gottfried (stagiair) ·
Riccio (stagiair)   
Broett · 
Chatoentsev ·
Contrini ·
Gottfried · 
Ignatjev ·
Jeskov ·
Kiryjenka · 
Klimov · 
Loddo ·  
Mazzanti · 
Pedraza ·  
Petrov ·  
Riccio ·
Rovny · 
Serov · 
Serrano ·  
Sobal ·
Troesov · 
Tsjernetski ·
Contoli (stagiair) ·
Graziato (stagiair) ·
Marycz (stagiair)   